# Cannilloite
La cannilloite è un minerale ipotetico, un anfibolo appartenente al sottogruppo degli anfiboli di calcio, precedentemente era classificato come appartenente al gruppo degli anfiboli calcici.
I minerali ipotetici sono nomi assegnati dall'Associazione Mineralogica Internazionale (IMA) ai termini di una serie non ancora trovati in natura (come nel caso della cannilloite) oppure a sostanze artificiali per cui si presume anche l'esistenza in natura.
Il nome cannilloite è stato attribuito in onore di Elio Cannillo (1938 — ) per i suoi studi relativi alla cristallochimca dei pirosseni e degli anfiboli ad un minerale che in seguito si è scoperto essere ricco di fluoro e ridenominato fluoro-cannilloite riservando quindi il nome e la relativa formula chimica ma non è ancora stato trovato in natura un campione di minerale che soddisfa la definizione. Talvolta è individuato con l'abbreviazione Cnl.